# Valeriana petersenii
Valeriana petersenii là một loài thực vật có hoa trong họ Kim ngân. Loài này được Weberl. & Reese-Krug miêu tả khoa học đầu tiên năm 1996.